# 谷口安平
谷口 安平（たにぐち やすへい、1934年（昭和9年）12月26日 - ）は、日本の法学者。専門は民事訴訟法。京都大学名誉教授。弁護士、弁護士法人松尾綜合法律事務所客員弁護士。

## 人物
京都府立鴨沂高校卒業、日本の司法試験は、京都大学法学部在学中に合格。その後、民法並びに民事訴訟法などを主な研究領域とした学者を目指し、海外のロースクールへ留学。
倒産法分野の研究においては、日本では権威的存在である。また、株式会社における総会決議の効力を争う訴訟について、その実質が会社という法人自身は紛争主体になっていない内部紛争であることに着目し、会社の被告適格性に疑問を呈した「コップの中の嵐」理論でも知られる。
民法学者谷口知平の次男。

## 経歴
- 1956年 司法試験合格
- 1957年 京都大学法学部卒業
- 1957-1959年 司法修習（第11期）
- 1959年- 京都大学法学部助教授
- 1963年 カリフォルニア大学バークレー校法学修士課程修了（LL.M.）
- 1964年 コーネル大学法学博士課程修了（J.S.D.）
- 1975-1977年 司法試験第二次試験考査委員
- 1976-1998年 京都大学法学部教授
- 1980-1987年 司法試験第二次試験考査委員
- 1985年 法制審議会民事訴訟法部会委員（1998年まで 民事訴訟法の改正に関わる）
- 1998年 帝京大学教授（2000年3月まで）・弁護士登録（松尾綜合法律事務所）
- 2000-2006年 東京経済大学現代法学部教授
- 2000-2007年 世界貿易機関(WTO)上級委員
- 2005年- 社団法人日本仲裁人協会理事長
- 2007年4月- 2009年3月 専修大学大学院法務研究科専任教授
- 2015年 春の叙勲で瑞宝中綬章受章[3]。

## 著書
- 『倒産処理法』（筑摩書房、初版1976年、第二版6刷1986年）絶版
- 『口述 民事訴訟法』（成文堂、初版1987年、第7刷1997年）絶版
- 『民事手続法論集』全4巻（信山社）
- 2006年に古稀祝賀論文集として『現代民事司法の諸相』（成文堂）が発行された。